# Флаг Архангельской области
Флаг Арха́нгельской области является официальным символом Архангельской области Российской Федерации, содержит в себе герб Архангельской области. Флаг не одобрен Геральдическим советом при Президенте России.

## Описание
Согласно закону Архангельской области № 56-5-ОЗ «О флаге Архангельской области» от 23 сентября 2009 года:
Флаг Архангельской области представляет собой прямоугольное полотнище белого цвета с размещённым на нем лазоревым (синим, голубым) диагональным крестом. Отношение ширины флага к его длине 2:3. Отношение ширины концов креста к длине флага 1:10.

В центре креста размещается изображение герба Архангельской области в многоцветном варианте (со специальными почётными элементами, окружающими щит). Отношение ширины флага к высоте герба 2,3:1. Отношение длины флага к ширине герба 4:1.

## Критика
Флаг не одобрен Геральдическим советом при Президенте России и вызвал неприятие специалистов-флаговедов. Флаг «присваивает» андреевский крест, являющийся официальным символом Военно-Морского Флота России. Вместе с тем андреевский крест использованный во флаге Архангельской области имеет иной оттенок синего в своём паттерне чем флаг ВМФ России, а герб Архангельской губернии использованный совместно с ним свидетельствует об его уникальности ввиду такого сочетания. Наряду с критикой использования андреевского креста есть критические замечания в части использования герба Архангельской губернии, но следует отметить, что кроме настоящего флага, следующие субъекты России использовали в оформлении флагов гербы одноименных губерний 19 века: Пермский край, Томская область, Нижегородская область, Владимирская область, Вологодская область, Курская область. Также следует отметить, что флаг использует крест Святого Андрея, в то время как область названа в честь Архангела Михаила, символом которого принято считать другую форму креста.

## Проекты флага
- Первый вариант проекта флага Архангельской области на основе герба области, принятого при губернаторе Ефремове
- Второй вариант проекта флага Архангельской области, предложенный общественно-политическим движением «Поморское возрождение»

Почти аналогичный предложенному движением «Поморское возрождение» флаг использовался созданным администрацией президента РФ движением «Наши».

## История
23 мая 1995 года областное собрание Архангельской области приняло Устав области, содержащий положения о флаге, гербе и гимне Архангельской области. Несмотря на это, долгое время регион не имел своего флага. К 2009 году кроме Архангельской только Псковская область не имела своего флага. После очередных выборов в АОСД этот вопрос встал особенно остро, 23 сентября 2009 г. был принят закон о флаге Архангельской области.
Инициатором и основным сторонником принятия данного проекта флага являлся вице-спикер Архангельского областного собрания депутатов Дмитрий Владимирович Таскаев («Союз правых сил»), заключение культурной экспертизы представил заслуженный художник России Евгений Николаевич Зимирев.

## Использование
Согласно закону Архангельской области № 56-5-ОЗ «О флаге Архангельской области» от 23 сентября 2009 года:
Флаг Архангельской области постоянно поднят на зданиях Правительства Архангельской области, областного Собрания депутатов, исполнительных органов власти. Допускается использование изображения флага в качестве элемента наград Архангельской области, на официальных документах, на сувенирной продукции.
Во время протестов против строительства полигона на станции Шиес (Ленский район), по сообщению портала Регион.Эксперт, флаг Архангельской области почти не использовался и не был замечен на самой станции Шиес.

## Похожие флаги
- Военно-морской флаг РФ
- Флаг Шотландии
- Флаг Соединённого Королевства
- Флаг Конфедеративных Штатов Америки
- Флаг города Рио-де-Жанейро
- Флаг Новороссии
- Флаг Амстердама